# Centraal Station (métro d'Amsterdam)
Centraal Station est une station de métro à Amsterdam, aux Pays-Bas. Mise en service le 11 octobre 1980, elle dessert la gare centrale d'Amsterdam, à laquelle elle doit son nom. Terminus des lignes 51, 53 et 54 du métro d'Amsterdam, elle se trouve également sur sa ligne 52.